# Shin Chan a l'illa del tresor
Shin Chan a l’illa del tresor (Crayon Shin-chan: Buriburi Ôkoku no hihô クレヨンしんちゃん ブリブリ王国の秘宝?) és una pel·lícula infantil d’animació, basada en el manga i anime Shin Chan. Té una durada de 90 minuts i la seva història no influeix de cap manera en la història de la sèrie.

## Argument
En Shin Chan guanya un viatge al Regne del Cul, una illa tropical de l’Oceà Índic. Un cop de vacances, dins l’avió, la família d’en Shin Chan pateix un intent de segrest per part de l’Exèrcit de la Serp Blanca. Afortunadament, poden escapar, però cauen en una jungla. A partir d’aquell moment, comencen a viure aventures i disputes fins que aconsegueixen arribar a un tren. L’Exèrcit de la Serp Blanca els persegueix i aconsegueix raptar en Shin Chan. La Misae i l’Hiroshi (els pares del Shin Chan) reben l’ajuda de l’agent Lulú i junts van a la recerca del protagonista.
L’Exèrcit es dirigeix al Territori Sagrat del Regne del Cul, on es troba el tresor. Per sort, Lulú els havia posat un localitzador i, d’aquesta manera, els és més fàcil trobar el lloc on es troba en Shin Chan. Allà passen diferents proves que només poden ser superades per dues persones idèntiques per, d’aquesta manera, arribar al tresor. Després d’una gran batalla, la família Nohara i l’agent Lulú aconsegueixen escapar de l’illa.

## Personatges

### De la Sèrie
- Shin-Chan
- Misae Nohara
- Hiroshi Nohara

### Només a la pel·lícula
- Lulú: és una superagent secreta que protegeix el Príncep Shuno-Kesi.
- Príncep Shuno-Kesi: és el príncep del Regne del Cul (capital Anus), és idèntic a en Shin-Chan. El seu nom és un anagrama de Shinnosuke.
- Exèrcit de la Serp Blanca: aquest exèrcit està liderat pel Comte Anaconda i van vestits de blanc. El seu logo és una serp enroscada.
- Comte Anaconda: és el cap de l'Exèrcit de la Serp Blanca. El seu desig és ser el més fort per tal de conquerir el món.
- Abu: és un superhome que físicament no entra per les portes, però és molt intel·ligent i previsor. Està a les ordres del Comte Anaconda.
- Sally i Mina: són dos travestis que formen part de l'Exèrcit de la Serp Blanca.
- El Geni: és un porc gegant que surt d’una gerra. N’hi ha dos, un bo i un altre dolent.